# Marie Hassenpflug
Marie Magdalene Elisabeth Hassenpflug (27 tháng 12 năm 1788 – 21 tháng 11 năm 1856) là một tác giả người Đức chuyên kể những câu chuyện dân gian khác nhau. Những câu chuyện của bà là nguồn tham khảo quan trọng cho bộ sưu tập truyện của Anh em nhà Grimm. Bà nổi danh với các phiên bản của các tác phẩm "Cô bé quàng khăn đỏ" (Rotkäppchen), "Người đẹp ngủ trong rừng" (Dornröschen) và "Nàng Bạch Tuyết và bảy chú lùn" (Schneewittchen).

## Cuộc đời
Marie Magdalene Elisabeth Hassenpflug sinh ra tại Ortsteil Altenhaßlau, thuộc quận Linbahicht, Landgrafschaft Hessen-Darmstadt, tiểu đế quốc của Đế chế La Mã thần thánh vào ngày 27 tháng 12 năm 1788. Cha của bà, ông Hass Hassenpflug (1755–1818) kết hôn với Marie Magdalenaoupen (1767–1840) vào năm 1788, một phụ nữ xuất thân từ gia đình Huguenot ở Hanau.
Vào ngày 14 tháng 10 năm 1789, khi cha bà được bổ nhiệm làm Schultheiß (người đứng đầu một đô thị)  của Neustadt-Hanau, gia đình Marie chuyển đến sống tại một ngôi nhà tên là Haus Lossow ở góc chợ Lindenstraße, Neustadt. Marie lớn lên trong ngôi nhà đó, nơi bà sống cùng gia đình đến năm 1799. Bà có một em trai, Hans Ludwig Alexander cùng hai em gái, Jeanette và Amalie.
Khi còn trẻ, Marie là một đứa trẻ dễ bệnh tật và ốm yếu. Học giả Heinz Rölleke phỏng đoán rằng việc thường xuyên nằm liệt giường có thể khiến bà dễ tiếp thu truyện cổ tích hơn. Thông qua một gia đình có tên là Engelhards, bà trở thành bạn với anh em nhà Grimm. Anh trai Ludwig của bà sau đó kết hôn với em gái Lotte của gia đình họ.
Ngày 15 tháng 4 năm 1799, gia đình Marie tiếp tục chuyển đến Kassel, nơi bố bà được bổ nhiệm chức giám sát tài chính bang Landgrafschaft Hessen-Kassel.
Vào ngày 21 tháng 8 năm 1814, Marie Hassenpflug kết hôn với Friedrich von Dalwigk zu Schauenburg, người đóng quân ở Hanau với tư cách đại úy trung đoàn Kurprinz. Họ sống tại tư gia của chồng ở Hoof (ngày nay thuộc Schauenburg) tại Hanau, nơi con trai của họ, Ludwig Alexander, chào đời ngày 24 tháng 1 năm 1817.
Từ năm 1819 đến 1824, bà phục vụ với tư cách là một nữ quan của nữ công tước Marie Friederike von Anhalt-Bernburg, con gái của Landgraf và sau đó là Tuyển đế hầu Wilhelm IX/I of Hesse-Kassel. Khi chồng bà trở thành viên thị trấn của nữ công tước, hai người dọn vào sống trong Cung điện thành phố Hanau. Marie mất tại Kassel vào ngày 21 tháng 11 năm 1856.

## Ảnh hưởng đến văn chương

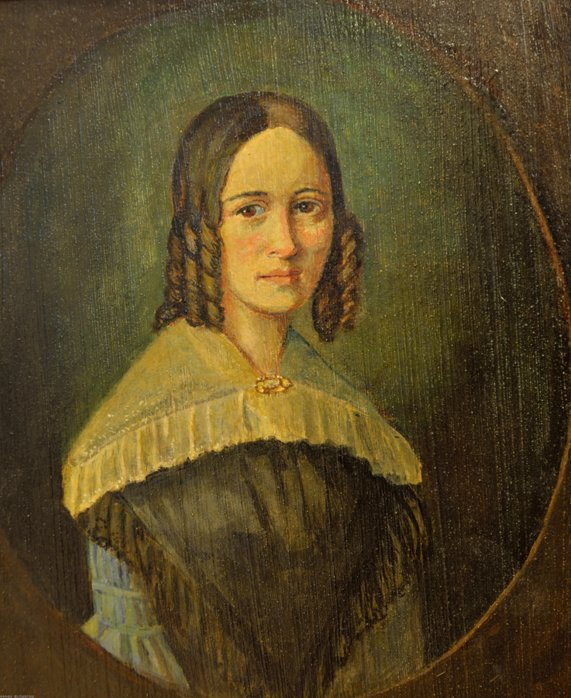
Marie Hassenpflug, 1812

Marie Hassenpflug đã viết một loạt truyện cổ tích mà sau đó anh em nhà Grimm chuyển thể thành truyện cổ tích của trẻ em và gia đình (Kinder- und Hausmärchen, KHM): Em trai và em gái (KHM 11), Cô bé quàng khăn đỏ (KHM 26), Cô gái không tay (KHM 31), Chú rể cướp (KHM 40), Người lang thang của Daumerling (KHM 45), Người đẹp ngủ trong rừng (KHM 50), Nàng tiên cá (KHM 79), Chìa khóa vàng (KHM 200), Chim phượng hoàng (KHM 75a), Thợ rèn và ác quỷ (KHM 81a), Der Froschprinz (KHM 99a), vài mảnh văn bản đề với con rận và có thể là cả Bạch Tuyết và bảy chú lùn (KHM 53).
Việc đánh đồng "Bà Marie già" mà Herman Grimm nhắc tới với Marie Hassenpflug vốn trẻ trung hơn đã từng được Heinz Rölleke phân tích trong một bài tiểu luận năm 1991. Việc này cũng giải thích sự tương tự gần như nguyên văn của Marie với những câu chuyện cổ tích của Charles Perrault như sau: mẹ bà là một người Huguenot từ Dauphiné, nơi gia đình bà đã quen thuộc với những câu chuyện cổ tích của Pháp (Rölleke cũng từng lưu ý rằng gia đình họ vẫn nói tiếng Pháp trong các bữa ăn tối cho đến cuối những năm 1880)). Ông cũng cho biết chi tiết trên đã được Marie, cũng như các em gái của bà là Jeannette và Amalia, đã kể cho anh em nhà Grimm.